# Salonin
Publius Licinius Cornelius Saloninus, en français Salonin (vers 242 - été 260) , était un empereur romain.

## Biographie
Fils de Gallien et de Cornelia Salonina, il est associé au pouvoir avec le titre de César tandis que son père est Auguste avec son propre père Valérien (ce qui préfigure la Tétrarchie). Il rejoint son père Gallien en Gaule, pour asseoir sa présence politique. Gallien doit repartir précipitamment après l'annonce de la mort de son fils aîné Valérien II, laissé en 256 sur le Danube avec lui aussi le titre de César, à la suite de l'usurpation d'Ingenuus en Pannonie. Gallien le bat rapidement. Il doit cependant rester longtemps éloigné pour lutter contre les barbares, jusqu'aux Alamans qu'il bat près de Milan au printemps 260. Salonin reste sur le Rhin avec son précepteur et conseiller Silvanus, et le général (gouverneur d'une province?) Postume.
Après la nouvelle de la défaite et de la capture de Valérien par les Perses à l'été 260, Postume bat les barbares mais se dispute sur la question du butin que Salonin et Silvanus ne veulent pas laisser aux troupes. Il les assiège dans Cologne avec l'armée qui prend son parti. Gallien occupé contre les Alamans ne peut intervenir. Pour essayer de regagner la fidélité des troupes, Salonin est proclamé Auguste sur des monnaies, mais la cité tombe. Les deux hommes sont assassinés et Postume établit son « empire des Gaules ».

## Noms successifs
- Vers 242, Naît Publius Licinius Cornelius Saloninus
- Vers 258, fait César par Gallien : Publius Licinius Cornelius Saloninus Caesar
- Vers 260, fait Auguste par Gallien : Imperator Caesar Publius Licinius Cornelius Saloninus Valerianus Pius Felix Invictus Augustus